# وارطان میناسیان
وارطان میناسیان (ارمنی: Վարդան Մինասյան؛ زادهٔ ۵ ژانویهٔ ۱۹۷۴) یک بازیکن فوتبال بازنشسته و مربی فوتبال اهل ارمنستان است.

## باشگاهی
از باشگاه‌هایی که در آن بازی کرده است می‌توان به زانگزور گوریس، پیونیک، ایروان، لکوموتیو سنت پترزبورگ و لوزان-اسپورت اشاره کرد.

## تیم ملی
وی همچنین در تیم ملی فوتبال ارمنستان بازی کرده است. میناسیان نخستین بازی ملی خود را که یک بازی دوستانه بود در تاریخ ۲۰ ژوئن ۱۹۹۶ در لیما در مقابل پرو انجام داده است.